# Andrejs Mamikins

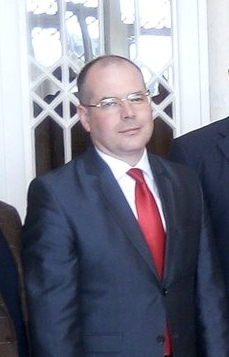
Andrejs Mamikins (2016)

Andrejs Mamikins (* 11. März 1976 in Leningrad, Sowjetunion) ist ein lettischer Journalist und Politiker in der Partei Saskaņa. Bei den Europawahlen 2014 wurde er ins Europäische Parlament gewählt, dem er bis 2019 angehörte.

## Biografie
Mamikins Eltern zogen kurz nach seiner Geburt nach Riga, wo er die Schule und Universität absolvierte. Danach arbeitete er als Journalist für verschiedene Zeitungen, Radiostationen und das Fernsehen. Ab 2007 moderierte er die Diskussionssendung „bez cenzūras“ („Ohne Zensur“). Bei der Europawahl 2014 wurde er ohne vorherige Erfahrung in der Politik überraschend vom 4. Listenplatz der Partei Saskaņa in das Europäische Parlament gewählt.